# Pasanauri
Pasanauri – osiedle typu miejskiego w Gruzji, w regionie Mccheta-Mtianetia, w gminie Duszeti. W 2014 roku liczyło 1148 mieszkańców.